# Iguatemi (canhoneira)
O Vapor Iguatemi foi um navio de guerra da Armada Imperial Brasileira, tendo atuado na Guerra do Paraguai.

## Características
Foi lançado em 1858 e possuía uma tripulação de até 77 homens. Era impulsionado por um motor a vapor com potência de 80hp que impulsionava uma hélice que lhe permitia alcançar uma velocidade de até 9 nós. As suas dimensões era de 44,2 metros de comprimento; 7,40 metros de largura e 2,6m calado, com deslocamento de 400 toneladas. Era equipado com 2 canhões de 32mm e 8 canhões de 68mm. Teve como o seu primeiro comandante, o 1º Tenente Domingos da Fonseca.

## História
O Iguatemi, primeiro navio a levar esse nome em homenagem a um rio do então estado do Mato Grosso, foi construído em estaleiros de Londres, Inglaterra, igualmente aos seus navios gêmeos Araguaia, Araguari e Ivaí, com o acompanhamento do vice-almirante Joaquim Marques Lisboa, futuro Marquês de Tamandaré. Após uma travessia de 36 dias, com escalas em Lisboa e Ilhas do Cabo Verde, aportou em Recife no dia 7 de agosto de 1858, alcançando o Rio de Janeiro a 23 do mesmo mês junto a outras três canhoneiras de mesma classe.
Nos anos de 1859 e 1860 participou de diversas manobras e tomou parte em algumas comissões na costa brasileira, com destaque para o período em que esteve estacionado em Pernambuco e que passou atracada em Santa Catarina. A 21 de fevereiro de 1861 suspendeu para os Abrolhos, regressando a 13 de maio do mesmo ano. Logo no dia 24 daquele mês, assumiu seu comando o Primeiro-Tenente Francisco José Coelho Netto, que chegou ao posto de almirante e foi ministro da Marinha. Sob seu comando partiu para a Bahia, a 10 de junho, de onde retornou em 23 de dezembro de 1862, sob o comando do Primeiro-Tenente José Mendes Salgado, que assumira em 2 de março do mesmo ano, em substituição ao Primeiro-Tenente Galdino Cícero de Magalhães, empossado a 4 de fevereiro. No dia 16 de outubro de 1863, o Primeiro-Tenente Justino José de Macedo Coimbra assumiu seu comando e, a 7 de novembro, suspendeu rumo ao Pará. Comissão em que, de acordo com comunicação da Secretaria da Marinha, de 26 de setembro de 1864, constava ter encalhado na Praia de Jerimanana, a dez léguas acima de São Paulo de Olivença, onde permaneceu desde 19 até 21 de agosto, sem poder safar.
Em março de 1864 encontrava-se em Loreto, no Peru, à disposição do cônsul brasileiro. A 2 de setembro do mesmo ano, partiu de Belém com o presidente da Província e o Chefe de Divisão João Maria Wandenkolk, tendo encalhado, os passageiros passaram para bordo do Vapor Pirajá. De volta ao Rio de Janeiro, seguiu para o Rio da Prata a fim de tomar parte nas ações contra o Paraguai, por ocasião da Campanha da Guerra da Tríplice Aliança.
Em abril 1865, zarpou de Buenos Aires para subir o Rio Paraná, a fim de bloquear a Armada Paraguaia na altura de Três Bocas. Estava sob o comando do 1º Tenente Macedo Coimbra, integrando uma esquadra de 9 navios sob comando do Almirante Barroso, composta pela Fragata Amazona; pelas covertas Beberibe, Belmonte e Parnahyba; e, além do próprio Iguatemi, também pelas canhoneiras Araguari, Mearim, Ipiranga e Jequitinhonha. Tendo 90 praças da Marinha em sua tripulação e 110 soldados do Exército a bordo, enfrentou Forças inimigas nos dias 2 e 4 de junho e também em Corrientes, no dia 10 do mesmo mês.
Em 11 de junho de 1865, participou junto dessa esquadra da Batalha do Riachuelo, em Corrientes, na Argentina. Integravam sua oficialidade, além dos acima mencionados, os seguintes militares: Armada: Primeiros-Tenentes Francisco Xavier de Oliveira Pimentel (Imediato) e José Gomes dos Santos; Piloto João Bernardino de Araujo; Segundo Cirurgião Dr. Joaquim de Carvalho Bettamio; Comissário Extra Francisco Martins de Oliveira Godoy; Escrivão José Bonifácio de Azambuja Neves e o Prático Thomaz Manceira. Exército: Tenente-Coronel João José de Brito; Major Antônio Luiz Bandeira de Gouvêa; Capitão Domingos Carlos de Sá Miranda; Tenentes Pedro Martini e Candido José Corrêa da Silva Bourbon e os Alferes Luiz José Garcia e Antônio Luiz Rodrigues. A batalha ocorreu na manhã daquele dia após uma tentativa frustrada de assalto surpresa da esquadra paraguaia em frente daquela cidade, pois a tripulação da canhoneira Mearim avistou a esquadra paraguaia antes de sua movimentação, assim, dando o alerta para o restante da frota brasileira. Apesar de descobertos, a frota paraguaia continuou a movimentação para o ataque aos navios brasileiros, e após o primeiro contato, com a iniciativa de fogo partindo dos paraguaios, nessa primeira fase do combate o Belmonte, o Jequitinhonha e o Parnahyba ficaram significativamente avariados e sofrendo muitas baixas entre sua tripulação. Na sequência, a batalha foi estendida até um pequeno afluente do Rio Paraná, chamado Rio Riachuelo, e lá tiveram novos embates. Além de enfrentar o fogo dos navios paraguaios, a frota brasileira ainda enfrentou tropas de artilharia paraguaia que estavam às margens do rio atuando em ataque coordenado com a frota paraguaia. Ao fim da batalha, a esquadra paraguaia sofreu severas perdas e os navios que não afundaram ou encalharam se evadiram rio acima.
No decorrer do combate, o comandante do Iguatemi, Macedo Coimbra, foi seriamente ferido, sendo substituído pelo seu primeiro tenente, Joaquim Xavier de Oliveira Pimentel. Dentre a tripulação da canhoneira houve 1 morte e 6 feridos. Com o ferimento do comandante e a morte de seu imediato, assumiu o comando da Iguatemi o Primeiro- Tenente José Gomes dos Santos. Ao fim do combate, restaram feridos o Imperial-Marinheiro de 3ª Classe Pedro Alexandre e os soldados da força policial Francisco Bernardino de Paula, Bernardino Francisco Teixeira e Manoel Pinto Lopes Rangel. As avarias sofridas pela embarcação também foram significativas, com destaque para: diversos rombos nas chaminés e nos costados – alguns inclusive na altura do lume d’água, aparelho de governo comprometido, mastro principal inutilizado e dois escaleres com toda palamenta perdidos.
No dia 21 de junho de 1865, assumiu seu comando o Primeiro-Tenente Lúcio Joaquim de Oliveira e, a 17 de março do ano seguinte, partiu de Corrientes e, no dia 16 de abril daquele ano tomou parte nas ações em Humaitá. A 26 de outubro passou a comandá-la o Primeiro-Tenente Antônio Alves Nogueira que, a 8 de janeiro de 1867, entrou na Lagoa Pires a fim de bombardear localidades em seu entorno e, a 15 de agosto, atuou no bombardeio ao Forte de Curupaiti a fim de forçar a passagem das Forças Navais brasileiras por aquela fortificação, da qual, a 5 de novembro, respondeu com fogo de artilharia o ataque de suas baterias. Fortaleza essa que, em 13 de fevereiro de 1868, voltou a bombardear. No ano seguinte, sob o comando do Primeiro-Tenente Eduardo Wandenkolk, participou das operações nos Rios Manduvirá e Caraguataí, de 18 a 20 de julho. E, em dezembro desse ano, encontrava-se em Jejuí.
Teve ainda os seguintes comandantes: Manuel A. de Castro Menezes, Jacinto Furtado de Mendonça Paes Leme, Antônio Joaquim de Mello Tamborim, João Gonçalves Duarte e Joaquim José Pinto. Por Aviso de 19 de julho de 1873, foi aprovada sua venda, mandada fazer pelo comandante em chefe da Força Naval de Mato Grosso.